# Бурунди на Светском првенству у атлетици у дворани 2008.
Бурунди је учествовао на Светском првенству у атлетици у дворани 2008. одржаном у Валенсији од 7. до 9. марта девети пут. Репрезентацију Бурундија представљао је један такмичара који се такмичио у трци на 3.000 метара.
Бурунди није освојио ниједну медаљу али је његов такмичар остварио лични рекорд.

## Учесници
Мушкарци:
- Audace Baguma — 3.000 м

## Резултати

### Мушкарци
| Атлетичар     | Дисциплина | Лични рекорд | Квалификација | Квалификација | Полуфинале           | Полуфинале           | Финале               | Финале       | Детаљи |
| Атлетичар     | Дисциплина | Лични рекорд | Резултат      | Место         | Резултат             | Место                | Резултат             | Место        | Детаљи |
| ------------- | ---------- | ------------ | ------------- | ------------- | -------------------- | -------------------- | -------------------- | ------------ | ------ |
| Audace Baguma | 3.000 м    |              | 8:10,56 ЛР    | 11. у гр. 2   | Није се квалификовао | Није се квалификовао | Није се квалификовао | 18 / 20 (22) |        |